# Kouassi-Blékro
Kouassi-Blékro est un village fondée par Kouassi Blé (successeur du Roi Gossan Kwa Gbéké), ancien roi de Gbékékro (au centre de la Côte d'Ivoire). À la suite de la défaite de K.Blé face aux colons, il émigre à 12 km de Gbekekro et fonde un village et lui donne son nom : Kro signifiant village en Baoulé, Kouassi-Blékro signifie donc le « village de Kouassi Blé ». Cette localité abrite la grande chefferie Gossan.